# Mycosphaerangium magnisporum
Mycosphaerangium magnisporum är en svampart som först beskrevs av E.K. Cash, och fick sitt nu gällande namn av Verkley 1999. Mycosphaerangium magnisporum ingår i släktet Mycosphaerangium, ordningen disksvampar, klassen Leotiomycetes, divisionen sporsäcksvampar och riket svampar.   Inga underarter finns listade i Catalogue of Life.